# نیو جینز (ترانه)
«نیو جینز» (انگلیسی: New Jeans) ترانه‌ای از گروه دخترانه اهل کره جنوبی، نیوجینز از دومین آلبوم چندآهنگه (ئی‌پی) گروه به نام بلند شو است. ادور، زیر مجموعه مستقل هایب، این ترانه را برای دانلود و استریم به عنوان بی ساید «Super Shy» در ۷ ژوئیه ۲۰۲۳ منتشر کرد. هه‌رین عضو گروه در ترانه‌سرایی آن نقش داشته است.

## جدول‌های موسیقی
| جدول (۲۰۲۳)                                        | بالاترین جایگاه |
| -------------------------------------------------- | --------------- |
| استرالیا (ای‌آرآی‌ای)                                | ۹۸              |
| کانادا (۱۰۰ تک‌آهنگ داغ کانادا)                     | ۸۲              |
| ۲۰۰ آهنگ جهانی (بیلبورد)                           | ۳۲              |
| هنگ کنگ (بیلبورد)                                  | ۱۰              |
| ژاپن (۱۰۰ آهنگ داغ ژاپن)                           | ۶۴              |
| ژاپن استریمینگ (اوریکون)                           | ۲۴              |
| مالزی (بیلبورد)                                    | ۱۳              |
| تک‌آهنگ‌های داغ نیوزیلند (آرام‌ان‌زد)                  | ۶               |
| سنگاپور (آرآی‌ای‌اس)                                 | ۶               |
| کره جنوبی (گائون)                                  | ۸               |
| تایوان (بیلبورد)                                   | ۹               |
| مستقل بریتانیا (اوسی‌سی)                            | ۵۰              |
| ایالات متحده فوران‌کننده زیر ۱۰۰ آهنگ داغ (بیلبورد) | ۵               |
| فروش جهانی ترانه‌های دیجیتال ایالات متحده (بیلبورد) | ۵               |
| ویتنام (ویتنام هات ۱۰۰)                            | ۱۴              |

| جدول (۲۰۲۳)       | جایگاه |
| ----------------- | ------ |
| کره جنوبی (گائون) | ۹      |

| جدول (۲۰۲۳)       | جایگاه |
| ----------------- | ------ |
| کره جنوبی (گائون) | ۷۴     |